# Königreich Toledo (Krone Kastilien)

Iberische Halbinsel um 1031

Das Königreich Toledo (spanisch: Reino de Toledo) war ein mit dem Königreich Kastilien-Léon verbundenes Herrschaftsgebiet im heutigen Spanien.

## Geschichte

### Islamische Zeit
Nach dem Zerfall de Kalifats von Córdoba unter Hischam III. (reg. 1026–1031) löste Ismail Dahfir (reg. 1036–1038) das Taifa-Königreich Toledo aus dem ehemaligen Herrschaftsgebiet des Kalifats heraus. Sein Nachfolger Abul asan Yaya ben Ismail ben Dylinun al-Mamún, auch bekannt unter den Kurznamen Almamún oder Alimenón (reg. 1038–1075), kam mit Unterstützung von Ferdinand I. von León (reg. 1035–1065) an die Macht; es gelang ihm zeitweilig sogar Córdoba und Valencia mitsamt ihrem Umland zu erobern. Er pflegte freundschaftliche Beziehungen zum noch jungen Alfons VI. von León (reg. 1065–1109), dem er sogar im Jahr 1072 kurzzeitig Asyl gewährte. Sein Enkel Yahya ben Ismail ben Yahya Al-Kadir (reg. 1075–1081) verlor die von seinem Großvater eroberten Gebiete wieder; bereits im Jahr 1081 trat er auch seine Herrschaftsansprüche auf Toledo an Alfons VI. ab, der jedoch noch vier Jahre bis zu seinem triumphalen Einzug in die Stadt wartete.

### Christliche Zeit
Begründet wurde das christliche Königreich Toledo im Jahr 1085 mit dem Einzug Alfons’ VI. in die Stadt. Bis zur Schlacht bei Las Navas de Tolosa (1212) wurde die Herrschaft über das Umland konsolidiert. Als christliches Königreich wurde es mit der Krone Kastiliens verbunden, zu dessen Machtzentrum und kulturellem Mittelpunkt es avancierte. Als alte Hauptstadt des Westgotischen Reichs kam der Stadt eine große politische und ideologische Symbolkraft für das expandierende Königreich Kastilien zu. Toledo diente den kastilischen und spanischen Königen vom 14. bis 16. Jahrhundert als eine ihrer Residenzstädte. Die von König Philipp II. 1561 als Hauptstadt Spaniens ausgewählte Stadt Madrid lag ebenfalls im Einzugsbereich Toledos. Institutionell war das Königreich zur Gänze in Kastilien integriert, weshalb das Land auch „Neukastilien“ (Castilla la Nueva) genannt wurde. Diesen Namen erhielt das Land schließlich offiziell, als es in der im Jahr 1833 von Innenminister Francisco Javier de Burgos durchgeführten Neugliederung Spaniens als historische Region mit den Provinzen Ciudad Real, Cuenca, Guadalajara, Madrid und Toledo eingerichtet wurde. Im Jahr 1983 wurde es schließlich als eine der 17 autonomen Gemeinschaften Spaniens (Comunidad Autónoma) in Kastilien-La Mancha umbenannt. Madrid wurde dabei als eigene autonome Gemeinschaft ausgegliedert; im Gegenzug kam die Provinz Albacete zur Region Toledo.